# Piotr Nikiforow
Piotr Michajłowicz Nikiforow (ros. Пётр Миха́йлович Ники́форов, ur. 30 września?/12 października 1882 we wsi Ojok w guberni irkuckiej, zm. 6 stycznia 1974 w Moskwie) – rosyjski rewolucjonista, radziecki polityk i dyplomata. Premier marionetkowej Republiki Dalekiego Wschodu (1920–1922).

## Życiorys
Od 1904 członek SDPRR, bolszewik, od 1904 służył w rosyjskiej flocie, w 1910 aresztowany i skazany na karę śmierci zamienioną na 20 lat katorgi, w 1917 zwolniony. W 1917 był członkiem Rady Irkuckiej, zastępcą przewodniczącego Rady Władywostockiej, członkiem Dalekowschodniego Krajowego Biura SDPRR(b) i redaktorem gazety „Krasnoje Znamia”. W 1918 aresztowany i zwolniony, od 1920 przewodniczący Dalekowschodniego Komitetu Krajowego RKP(b), od 8 maja 1920 do października 1922 przewodniczący Rady Ministrów Republiki Dalekowschodniej. Od 1923 przewodniczący Zarządu Elektrobanku, później zastępca szefa Zarządu Handlu Wewnętrznego w Moskwie, od 29 sierpnia 1925 do 14 września 1927 przedstawiciel handlowy i pełnomocny ZSRR w Mongolii, później pracownik Rady Komisarzy Ludowych ZSRR, zastępca ludowego komisarza zaopatrzenia RFSRR, w latach 1941–1945 funkcjonariusz partyjny.

## Odznaczenia
- Order Lenina
- Order Rewolucji Październikowej (1972)
- Order „Znak Honoru”